# Vía parque Isla de Salamanca
La vía parque Isla de Salamanca, única área protegida de Colombia con tal denominación, se encuentra ubicada en la Costa Caribe. Debido a que es la zona donde confluyen las aguas dulces del río Magdalena y las salinas del Mar Caribe, la abundancia de fauna y flora es enorme.
En 1998 fue realindada y recategorizada, y las 400.000 ha del Sistema Delta Estuarino del Río Magdalena y la Ciénaga Grande de Santa Marta, del cual hace parte, fueron declarados sitios Ramsar de importancia mundial y Reserva del Hombre y la Biosfera ya que el parque comprende un variado ecosistema marino y terrestre, siendo los principales manglares y humedales, propios de zonas inundables por la marea. 

## Generalidades
El área protegida se ha denominado vía parque porque a través de ella corre la carretera que une a Ciénaga con Barranquilla, y se declaró parque nacional debido a sus características naturales, económicas y culturales, las cuales merecen ser protegidas. En ella se protege el área más significativa de manglar en el Caribe colombiano.
La Isla de Salamanca en realidad es un conjunto de pequeñas islas separadas entre sí por angostos canales que se formaron en el Pleistoceno por acumulación de sedimentos del río Magdalena, cuya altura no supera los 6 m s. n. m.; éstas islas conforman la barrera natural que separa la Ciénaga Grande de Santa Marta del Mar Caribe pero manteniendo intercambio de aguas. Sin embargo los terraplenes de la carretera, la cual se construyó tiempo antes de ser declarada zona protegida, han obstaculizado la dinámica de aguas y causa alta salobridad en la ciénaga. De igual manera el taponamiento de los cabales que unen el Magdalena y la Ciénaga agrava la situación, es por esta razón que en muchas partes el manglar ha muerto.
Los pantanos de agua dulce son bastante productivos, en sus orillas crecen eneas, juncos y otras hierbas flotantes, las cuales son una importante estación de aprovisionamiento para las aves migratorios.

### Ubicación
La vía parque se encuentra aproximadamente a 10° 56' norte y a 74° 27' oeste, en territorio del departamento de Magdalena, en jurisdicciones de los municipios de Ciénaga, Pueblo Viejo y Sitionuevo.
Sus límites son al norte el mar Caribe, al este la Ciénaga Grande de Santa Marta, al sur el caño Clarín Nuevo y la Ciénaga Pajaral y al oeste el río Magdalena.

### Clima
El clima es bastante árido y seco, siendo su temperatura media de unos 28,5 °C. El volumen de agua que pierden las plantas por evaporación y transpiración es mayor que las lluvias, por lo cual estos lo toman de los esteros y lagunas cercanas. Los vientos alisios del norte alivian un poco el clima caluroso de la zona.

### Geología
La Isla de Salamanca y sus alrededores son el antiguo delta del Magdalena, formada por los sedimentos que el río trae desde el interior del país en su cauce y siendo su formación paralela a la del mismo. Se supone que hace unos 30 millones de años la Sierra Nevada de Santa Marta se levantó por medio de movimientos tectónicos y creó el estuario del Magdalena.

### Hidrografía
Principalmente la Isla de Salamanca es regada por los caños que discurren entre la Ciénaga Grande y el océano. De entre ellos se destacan el río Magdalena y los caños Clarín Nuevo y Clarín Viejo, que ayudan a que se produzca intercambio de aguas entre ambos cuerpos. Esto permite que en la ciénaga se encuentren especies de agua salada así como algunas de agua dulce.
El promedio anual de lluvia es de unos 400 mm en el oriente y unos 760 mm en el occidente de la isla, sin embargo la evaporación es de unos 1.400 mm. Los periodos de lluvia van de mayo a junio y septiembre a noviembre.

## Vida silvestre

### Vegetación y flora
La mayor parte del área esta cubierta de mangle, bosque seco y bosque ripario (o de ribera). La flora depende de varios factores como son la sal en el suelo, las lluvias, la duración de las inundaciones, los vientos, la evaporación, etc. Ante todo predominan los árboles con espinas en el tronco.
El mangle de Salamanca es un ecosistema abierto que importa nutrientes de los sedimentos del Magdalena y exporta materia orgánica en forma de camarones, ostras y peces. su relación con la productividad pesquera es fundamental. Hacia el occidente se desarrolla un bosque ribereño con árboles de cantagallo, uvito, palmicho y otros. En tierra firme existen bosques típicos dominados por leguminosas como trupillo, aromo y acacia, así como algunos cactus.
Los elementos florísticos y vegetales más destacados son los siguientes:
- Acacia aromo (Prosopis flexuosa).
- Cactus cardón (Stenocarus griscus).
- Cactus tuna (Opuntia).
- Cactus pitahaya (Pereskia guamacho).
- Dividivi (Caesalpinia coriaria).
- Mangle.
  - Mangle negro (Avicennia germinans).
  - Mangle blanco (Laguncularia racemosa).
  - Mangle rojo (Rhizophora brevistyla).
- Junco (Scirpus).
- Palmiche (Copernicia).
- Trupillo (Prosopis juliflora).
- Uvito (Cordia dentata).

|                  |
| Cactus pitahaya. |

|              |
| Cactus tuna. |

|        |
| Uvito. |

|        |
| Junco. |

|           |
| Trupillo. |

|         |
| Mangle. |

### Fauna
El parque posee abundante variedad de animales silvestres. Muchos animales en peligro de extinción viven en Salamanca, consistente en especies de aves, mamíferos, peces e insectos. Se han detectado unas 195 especies de aves, 33 de mamíferos, 35 de anfibios y reptiles, y 140 de peces. El mangle ha sostenido a muchas poblaciones de estas especies.
Entre ellos se destacan los siguientes:
Aves:
- Águila pescadora (Pandion haliaetus).
- Barraquete aliazul (Anas discors).
- Colibrí (Lepidopyga liliae). (endémico)
- Gaviota (Laridae).
- Garza blanca (Ardea alba).
- Martín pescador (Cerylidae).
- Pato aguja (Anhiga anhiga leocugaster).
- Pato cucharo (Platalea ajaja).
- Pelícano (Pelecanus).
- Tordo (Molothrus armenti). (endémico)

Mamíferos:
- Mapache (Procyon lotor).
- Nutria de río (Lontra longicaudis).
- Zorro cangrejero o perruno (Cerdocyon thous).

Reptiles y anfibios:
- Babilla (Caiman crocodilus).
- Boa (Boidae).
- Caiman.
- Pasarroyo (Basiliscus basiliscus).

Peces:
- Mojarra.
- Róbalo (Centropomus undecimalis).

|      |
| Boa. |

|                   |
| Águila pescadora. |

|          |
| Gaviota. |

|         |
| Róbalo. |

|           |
| Pelícano. |

|               |
| pato cucharo. |

## Problemas ambientales
El parque ha atravesado diferentes problemas ambientales en los últimos años, principalmente se ve afectado por incendios forestales, que han provocado la pérdida de muchas hectáreas de mangle. Al estar rodeado de zonas que son habitadas por campesinos que suelen hacer quemas para preparar los terrenos para cultivo, el riesgo de incendio es constante. Los habitantes de la zona han confirmado sobre los constantes incendios en la zona, han existido avistamientos del humo generado por estos incendios desde la ciudad de barranquilla, además las comunidades aledañas se han quejado del humo por los posibles efectos a su salud.
El 29 de abril del 2024 se registró un incendio forestal que duro nueve días afectando principalmente especies de fauna y zonas cubiertas de mangles. El incendio fue apagado tras diferentes esfuerzos de diferentes entidades locales, nacionales y departamentales.Aunque se registra que el 15 de mayo el incendio se reactivó tras dos días de las autoridades tratando de controlar las quemas, la autoridad ambiental hizo un llamado a la comunidad para evitar actividades que puedan provocar estos incendios.